# Oteiza (Navarra)
Oteiza (en basc no oficial Oteitza) és un municipi de Navarra, a la comarca d'Estella Oriental, dins la merindad d'Estella. Limita amb Villatuerta al nord, Lerín al sud, Mendigorria, Larraga, Villatuerta a l'est i Allo, Dicastillo, Morentin i Aberin a l'oest.

## Demografia
| Evolució demogràfica                              | Evolució demogràfica | Evolució demogràfica | Evolució demogràfica | Evolució demogràfica | Evolució demogràfica | Evolució demogràfica | Evolució demogràfica | Evolució demogràfica | Evolució demogràfica | Evolució demogràfica |
| 1996                                              | 1998                 | 1999                 | 2000                 | 2001                 | 2002                 | 2003                 | 2004                 | 2005                 | 2006                 | 2007                 |
| ------------------------------------------------- | -------------------- | -------------------- | -------------------- | -------------------- | -------------------- | -------------------- | -------------------- | -------------------- | -------------------- | -------------------- |
| 921                                               | 916                  | 908                  | 897                  | 898                  | 914                  | 941                  | 924                  | 933                  | 946                  | 962                  |
| Fonts: Oteiza i Institut d'Estadística de Navarra |                      |                      |                      |                      |                      |                      |                      |                      |                      |                      |

## Personatges cèlebres
Arcadio María Larraona y Saralegui (1887 - 1973). Cardenal